# Eilema chasiana
Eilema chasiana är en fjärilsart som beskrevs av Rothschild 1914. Eilema chasiana ingår i släktet Eilema och familjen björnspinnare. Inga underarter finns listade i Catalogue of Life.